# Viby Idrætspark
Viby Idrætspark er et fodboldstadion i Aarhus, som er hjemsted for 2. divisionsklubben Viby IF.